# Манифест о секуляризации церковных земель

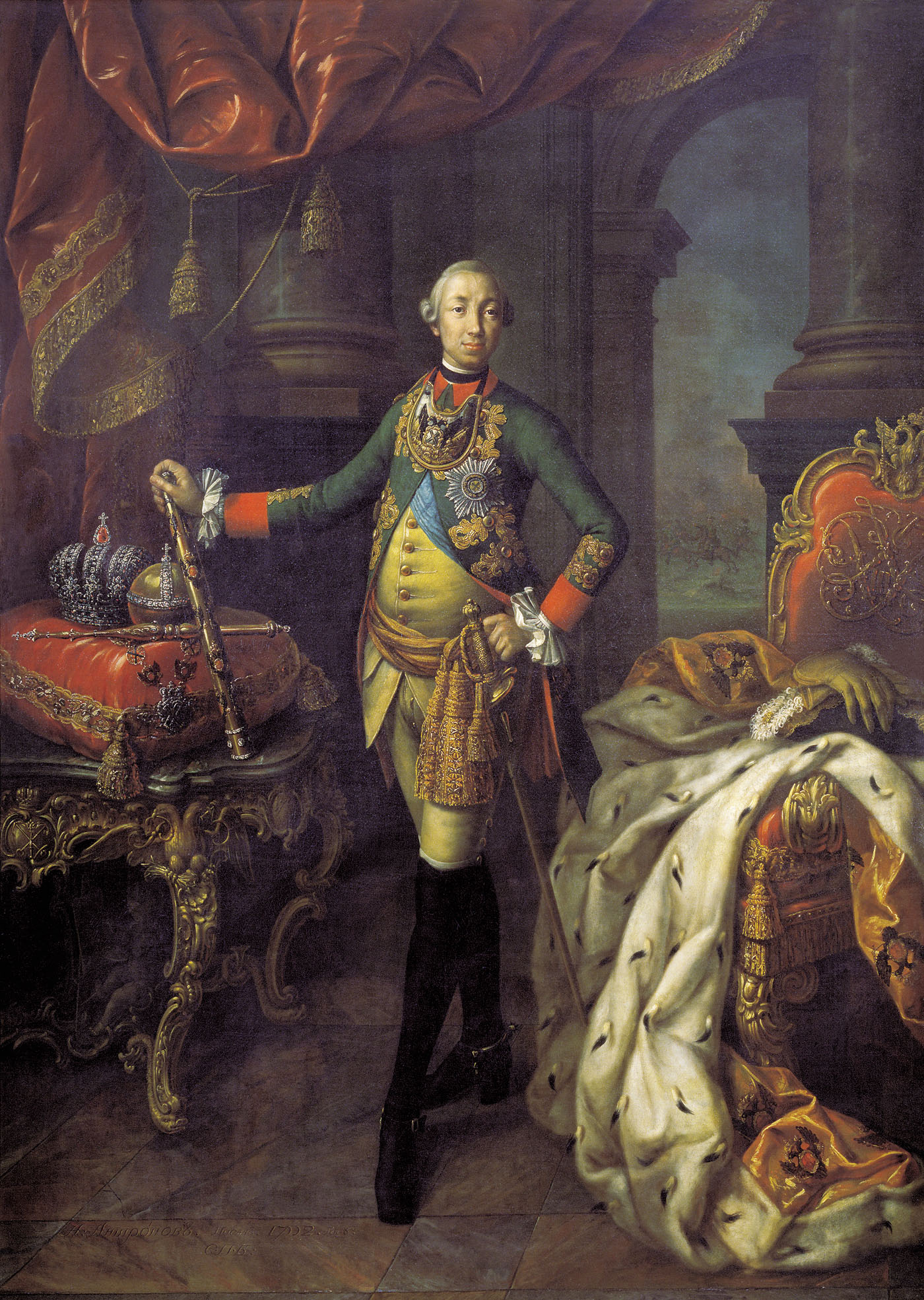
Портрет Петрa III Фёдоровича в мундире Преображенского полка. Художник: Алексей Петрович Антропов. 1762 г.

«Манифест о секуляризации церковных и монастырских земель» — манифест российского императора Петра III, подписанный 21 марта 1762 года. Этот манифест является одним из самых важных документов Петра III. Согласно ему, у Церкви (а точнее — у Правительствующего Синода) изымали их «независимые» земли в пользу государства. Канцелярия синодального экономического правления упразднялась, а вместо неё вновь учреждалась Коллегия экономии в ведомстве Сената, которая управляла имениями через отставных офицеров. Также манифест упразднял ряд монастырей, которых на тот момент во всех епархиях насчитывалось 954, и определял содержание для епархий и некоторых обителей.
Манифест также урегулировал и финансовый аспект дела. Крестьяне, которые раньше обрабатывали землю в пользу церкви, получали эту землю в личное пользование, однако должны были платить 1 рубль в дополнение к подушной подати (70 копеек на тот момент), которую платил каждый мужчина. Таким образом, эти крестьяне становились государственными, то есть освобожденными от барщины и оброка. Налоги с таких крестьян отправлялись в Коллегию экономии при Сенате.
Епархиальные архиереи и монастыри, согласно манифесту, должны были получать больше средств на содержание. Также манифест объявлял амнистию крестьян, поскольку останавливались все судебные тяжбы между крестьянами и землевладельцами, которые касались недоимок или возмущений крестьян, исключение делалось лишь для обвинений в убийстве. Судебные документы о прекращённых делах надлежало уничтожить. Офицеры, управляющие церковными имениями, получали десять процентов от прибыли с земель, если она увеличивалась.
Благодаря этому манифесту обширные земли оказались бы в руках государства и могли быть использованы для нужд страны. Однако Пётр III не успел предпринять никаких действий в этом направлении после подписания манифеста. Через три месяца, 28 июня 1762 года, произошёл дворцовый переворот, в результате которого Пётр III был убит, а на российский престол взошла его жена, Екатерина II. В среде духовенства с ней были связаны надежды на отмену манифеста Петра III и даже восстановление церковно-помещичьего быта. Однако Екатерина была убеждённой секуляристкой и в 1764 году подтвердила этот манифест и начала проводить политику секуляризации церковных земель.